# إدوين تي. بويكن
إدوين تي. بويكن هو سياسي أمريكي، ولد في 27 ديسمبر 1854 في كلينتون في الولايات المتحدة، وتوفي في 27 أغسطس 1898 في دون في الولايات المتحدة. انتخب عضو مجلس ولاية كارولاينا الشمالية ‏ وانتخب عضو مجلس نواب كارولينا الشمالية ‏.